# 近衛長子
近衛長子（建保6年（1218年） - 文永12年二月十一日（1275年3月9日）），為第86代後堀河天皇的中宮。女院號鷹司院。父關白近衛家實。母藤原季信之女。

## 生平
嘉祿2年（1226年）7月，以19歲之齡入內，成為小自己6歲的後堀河天皇女御，同月份冊封為中宮。與後堀河天皇之間並無子女。寬喜元年（1229年）4月成為女院，號鷹司院。嘉禎3年（1237年）7月，成為四条天皇的准母。寬元4年（1246年）4月21日剃髮出家。文永12年（1275年）2月11日崩御，享年58歲。